# Volodymyr Bilotserkovets
Volodymyr Bilotserkovets (en ucraniano: Володимир Сергійович Білоцерковець; Jola Pristan, Ucrania; 22 de enero de 2000 – 6 de agosto de 2025) fue un futbolista ucraniano que jugó en la posición de centrocampista.

## Biografía
Fue alumno de las academias juveniles de Metalist Kharkiv y Zorya Luhansk. Jugó para Zorya en el Campeonato Juvenil de Ucrania. En junio de 2020, fue transferido al primer equipo de Luhansk. Debutó con la camiseta del Zorya el 16 de julio de 2020 en un partido perdido (1-3) fuera de casa de la 31ª jornada de la Premier League contra el Dinamo de Kiev. Volodymyr ingresó al campo en el minuto 89, reemplazando a Vladislav Kabaev. Este partido siguió siendo el único para el jugador esa temporada.
Y ya en septiembre de 2020, Volodymyr fue cedido para la próxima temporada al recién llegado al club Inhulets de la Premier League. La siguiente temporada y también cedido, jugó en el PFK Metalurh Zaporiyia (Zaporizhzhia), desde 2022 defendió los colores del Zaporizhzhia de forma continuada.
En 2024, jugó en el FC Inhulets Petrove. En enero de 2025 regresó al FC Zoryá Lugansk.

## Muerte
Murió el 6 de agosto de 2025. Se desconoce causas de fallecimiento.

## Equipos
| Periodo   | Club                              | Apariciones | Goles |
| --------- | --------------------------------- | ----------- | ----- |
| 2020–2022 | FC Zoryá Lugansk                  | 1           | 0     |
| 2020–2021 | → FC Inhulets Petrove (cedido)    | 6           | 0     |
| 2021–2022 | → PFK Metalurh Zaporiyia (cedido) | 16          | 1     |
| 2022–2023 | PFK Metalurh Zaporiyia            | 40          | 1     |
| 2024–2025 | FC Inhulets Petrove               | 25          | 3     |
| 2025      | FC Zoryá Lugansk                  | 11          | 0     |

## Logros
- Primera Liga de Ucrania (1): 2023/24